# Regionalismo
Regionalismo, en política, es la ideología y el movimiento político de corte patriótico que, aún aceptando la existencia de un poder político superior como la nación, pretende la defensa específica de una de sus partes, una región que se distingue por su homogeneidad con base en lo étnico, lo ideológico y lo cultural. La mayoría de los autores lo identifican con el autonomismo en oposición al centralismo y al nacionalismo.
Los propósitos regionalistas más importantes son la adecuación de la acción estatal a las necesidades locales; un mayor acercamiento de los ciudadanos a la gestión del Estado; la supervivencia y promoción de las costumbres propias; y, en las regiones atrasadas, la consecución de una redistribución de la renta nacional que mejore sus condiciones de vida y sociales.
Para conseguir estos objetivos, a diferencia de lo postulado por los nacionalismos periféricos, los regionalistas cuestionan gradualmente las imposiciones nacionales, además de propugnar por la descentralización, de forma que se adapte la actividad de los poderes públicos a las condiciones concretas de las distintas y varias zonas que componen la nación.